# Phalacrocorax penicillatus
Il cormorano di Brandt (Phalacrocorax penicillatus J. F. von Brandt, 1837) è un uccello appartenente alla famiglia dei Falacrocoracidi diffuso lungo le coste occidentali del Nordamerica.

## Descrizione
Lungo circa 85 cm, è molto simile al cormorano orecchiuto; presenta una mascherina facciale scura e una macchia azzurra sotto la gola.

## Distribuzione e habitat
Vive lungo le coste dall'Alaska alla Baja California.